# Agence d'urbanisme d'agglomérations de Moselle
 (août 2014).
L’agence d’urbanisme d’agglomérations de Moselle (AGURAM) est une association de droit local d'Alsace-Moselle située à Metz.
L'AGURAM est membre du réseau de la Fédération Nationale des Agences d'Urbanisme (FNAU), ainsi que du réseau ZEST (réseau des 7 agences Grand Est).

## Historique
L'agence voit le jour en 1974 et compte, à sa création, 7 communes membres. En 2008, elle devient Agence d’urbanisme d’agglomérations de Moselle.
Aujourd’hui, elle compte, parmi ses adhérents : 44 communes, l’État, le Conseil régional de Lorraine, plusieurs communautés d’agglomérations et communautés de communes, le SCoTAM (Schéma de Cohérence Territoriale de l'agglomération messine), le Sieafi (Syndicat Intercommunal d’Etude et d’Aménagement des Friches Industrielles), l’EPFL Lorraine (Établissement public Foncier de Lorraine), le PRES (Pôle de Recherche et d’Enseignement Supérieur), etc.

## Missions
Ses missions consiste à observer le territoire et ses pratiques, produire des expertises, faire connaître l'urbanisme et ses enjeux ; mais aussi participer à la définition des politiques d’aménagement et à l’élaboration des documents de planification (SCoT, PLUi, etc.), préparer les projets d’agglomération avec harmonisation des politiques publiques, contribuer à animer les débats entre acteurs, diffuser l'innovation, accompagner les coopérations…

## Champs de compétences
Urbanisme, aménagement, mobilité et transports, habitat et politique de la ville, démographie, environnement et développement durable, économie, foncier, etc.

## Équipe
L'agence est composée d'une équipe pluridisciplinaire de 35 employés : chargés d’étude, ingénieurs, architectes, infographistes, cartographes, économistes, experts en environnement et développement durable, documentalistes, statisticiens, etc. Ils sont répartis en 5 pôles.

## Membres adhérents
Au 1er janvier 2020 sont membres de l'Aguram :

### EPCI
- La Communauté d'agglomération de Metz Métropole
- La Communauté d'agglomération du Val de Fensch
- La Communauté de communes du Pays Orne-Moselle
- La Communauté de communes Rives de Moselle
- La Communauté de communes Mad et Moselle
- La Communauté de communes Houve - Pays Boulageois
- La Communauté d'agglomération Portes de France-Thionville
- La Communauté d'agglomération Saint-Avold Synergie

### Communes
- Les 44 communes de Metz Métropole
- La ville de Creutzwald
- La ville de Fleury
- La ville de Guénange
- La ville de Malroy
- La ville de Thionville
- La ville de Saint-Avold
- La ville de Sarreguemines

### Autres
- L'État (via la DREAL Lorraine)
- La Région Lorraine
- Le SCOTAM (Schéma de Cohérence Territoriale de l'Agglomération Messine)
- L'EPFL (Établissement public foncier de Lorraine)
- L'Université de Lorraine
- Le pôle métropolitain du Sillon lorrain
- Le SIEAFI (Syndicat Intercommunal d'étude et d'aménagement des friches industrielles)